# Let It Be Me
Let It Be Me (oryg. „Je t’appartiens”) – piosenka z roku 1955, do której muzykę napisał Gilbert Bécaud, a słowa Pierre Delanoë. Pierwszym wykonawcą „Je t’appartiens” był francuski muzyk i aktor Gilbert Bécaud. W 1969 roku utwór zaaranżował Bob Dylan, który nagrał go podczas dwóch sesji nagraniowych. Piosenka wydana została na jego albumie Self Portrait z czerwca 1970 roku.

## Historia i charakter utworu
Utwór ten został nagrany na pierwszej i drugiej sesji do albumu 24 i 26 kwietnia 1969 r. Plonem tych sesji były także: Living the Blues, Spanish Is the Loving Tongue, Take Me as I Am (or Let Me Go), A Fool Such as I, I Forgot More Than You’ll Ever Know i Running.
Oryginalny tytuł piosenki to Je t’appartiens. Została ona napisana przez Pierre’a Delanoë i Gilberta Bécauda. Tego samego roku została także przez Bécauda nagrana.
Wkrótce Mann Curtis napisał do tej piosenki angielskie słowa i została ona po raz pierwszy wykonana przez Jill Corey w jednym z odcinków serii TV Climax! w latach 50. XX w. To wykonanie dotarło do 57 pozycji na liście Top 100 pisma Billboard. Jednak wielkim przebojem stała się ta piosenka w wykonaniu Everly Brothers, gdy osiągnęła 7 miejsce na liście przebojów w 1960 r.
Dylan był fanem Everly Brothers i sięgnął po tę piosenkę; jego wersja umieszczona na Self Portrait pozostaje dość blisko wykonania jej przez braci.
Dylan powrócił do tej kompozycji w 1981 r. i wydał ją na europejskim singlu Heart of Mine jako strona B. Stronę wokalną dzielił z piosenkarką znaną m.in. z chórków i partii solowych na koncertach The Rolling Stones – Clydie King. Nie poprzestał na tym i wykonywał ten utwór także na koncertach w tym samym roku.

## Muzycy
Sesje 1 i 2
- Bob Dylan – gitara, harmonijka, wokal, pianino
- Norman Blake – gitara
- Fred Carter, Jr. – gitara
- Pete Drake – Elektryczna gitara hawajska
- Bob Moore – gitara basowa
- Bill Pursell – pianino
- Kenneth Buttrey – perkusja

## Wykonania piosenki przez innych artystów
- Gilbert Bécaud – Bécaud Olympia (1955)
- Jill Corey – singiel (1957)
- The Everly Brothers – The Fabulous Style of the Everly Brothers (1960)
- Chet Atkins with the Dennis Farnon Orchestra – Chet Atkins in Hollywood (1961)
- The Lettermen – Jim, Tony, and Bob (1962)
- Herb Alpert and the Tijuana Brass –The Lonely Bull (1962)
- Andy Williams (z Claudine Longet) – The Wonderful World of Andy Williams (1963)
- Betty Everett and Jerry Butlerr – singiel (pozycja 5 na Hot 100 i nr 1 na liście R&B Cashbox) (1964)
- Sonny & Cher – Look at Us 1965
- Nancy Sinatra – How Does That Grab You? (1966)
- Arthur Prysock – singiel (1966)
- The Sweet Inspirations – singiel (1967)
- Chuck Jackson and Maxine Brown – singiel i album Hold On, We're Coming (1967)
- Sam & Dave – Soul Men (1967)
- Earl Grant – Gently Swingin’ 1968
- Glen Campbell and Bobbie Gentry – singiel (1969)
- The Delfonics – The Sound of Sexy Soul (1969)
- Tom Jones – This Is Tom Jones (1969)
- Roberta Flack – Take Two (1970)
- Elvis Presley – On Stage (1970); Walk a Mile in My Shoes (1995)
- Jay & the Americans – Wax Museum (1970)
- New Trolls – Concerto Grosso (1973)
- The Sylvers – Sylvers II (1973)
- Mary McCaslin – Way Out West (1974)
- Nina Simone – It Is Finished (1974)
- Kenny Rogers and Dottie West – Classics (1979)
- Willie Nelson – singiel 1982
- David Hasselhoff – Night Rocker 1984 (śpiewał także tę piosenkę w serialu Knight Rider w 1982 r.)
- Collin Raye – In This Life (1992)
- Stark & Dawkins – Country Music, A White Mans Blues (1994)
- Billy Vera and Judy Clay – Storybook Children (1995)
- Marc Jordan – Charlie Parker Loves Me (1999)
- The Mudballs – C. Of Love (1999)
- Justin Osuji – singiel (2000)
- Laura Nyro – Angel in the Dark (2001)
- Anne Murray (z Vince’em Gillem) – Country Croonin (2002)
- Willy DeVille – Acoustic Trio Live in Berlin| (2003)
- Paul Weller – singiel (str. B) Wishing on a Star (2004)
- Rosie Thomas (z Edem Harcourtem) – If Songs Could Be Held (2005)
- David Pajo – 1968 (2006)
- Charlie Daniels Band (z Brendą Lee) – Deuces (2007)
- Roch Voisine – Americana (2008)
- Jason Donovan – Let It Be Me (2008)